# روبرت فاين (رباع)
روبرت فاين (بالألمانية: Robert Fein)‏ هو رباع نمساوي، ولد في 9 ديسمبر 1907 في فيينا في النمسا، وتوفي بنفس المكان في 2 يناير 1975.

## وصلات خارجية
- روبرت فاين على موقع أوليمبيديا (الإنجليزية)